# Poggioreale (Napulj)
Poggioreale je susjedstvo Napulja, južna Italija. Nalazi se na krajnjem istočnom dijelu središta Napulja i uključuje središnji željeznički kolodvor, Centro Direzionale (Civic Center), zatvor Poggioreale i industrijsko područje na istoku.

## Povijest
Blokovi tufa korišteni u 6.st. prije Krista, grčki gradski zid Neapolisa izvađen je iz golemog kamenoloma smještenog u Poggiorealeu; slučajno je identificiran 1987. nakon slijeganja ispod groblja Pianto ispod trga crkve Santa Maria del Pianto. Kamenolom ima vodoravne grebene koji odgovaraju visini blokova i, začudo, karakteristične abecedne oznake starih kamenoloma. Iz kamenoloma blokovi su transportirani u grad ravnom linijom od via Nuova Poggioreale do via Casanova da bi se ušlo u Napulj od drevnih vrata gdje se sada nalazi Castel Capuano.
Izvorno izgrađeno na ruševinama Ville Poggio Reale Alfonsa II., područje je teško bombardirano u Drugom svjetskom ratu i određeni dijelovi područja još uvijek pokazuju ožiljke bombardiranja. Glavno planiranje započelo je 1982., a izgradnja dovršena 1995. napuljskog Centro Direzionale (Civic Center) — kako bi se pomoglo u rehabilitaciji područja iz njegovog općenito propadajućeg stanja.

## Geografija
Poggioreale se nalazi u istočnom predgrađu grada. Sa Zona Industriale, San Lorenzo i Vicaria, čini Četvrtu općinu Napulja.

## Glavne znamenitosti
- Centro Direzionale
- Groblje Poggioreale
- Crkva Santa Maria del Pinato

## Vanjske poveznice
|  | Zajednički poslužitelj ima još gradiva o temi Poggioreale (Napulj) |